# Feets, Don't Fail Me Now
| 전문가 평가                         | 전문가 평가 |
| 평가 점수                           | 평가 점수   |
| 출처                                | 점수        |
| ----------------------------------- | ----------- |
| AllMusic                            | [ 1 ]       |
| The Rolling Stone Jazz Record Guide | [ 2 ]       |
| Smash Hits                          | 5/10        |

《Feets, Don't Fail Me Now》는 미국의 재즈 피아니스트 허비 행콕의 스물두 번째 스튜디오 음반이다. 이 음반은 1979년 2월 18일, 컬럼비아 레코드를 통해 발매되었다.

## 배경
이 음반은 행콕이 재즈를 완전히 배제하고 보다 상업적인 디스코 사운드를 택한 첫 번째 작품으로, 보코더 효과와 반복되는 가사가 특징이다. 배경 보컬은 로스앤젤레스 출신의 가족 보컬 그룹 더 워터스가 맡았다. 첫 프레싱 이후의 모든 LP 및 CD판에는 〈Tell Everybody〉의 대체 "디스코 믹스" 버전이 수록되었으며, 원래 버전은 《The Complete Columbia Albums Collection》 박스 세트에 보너스 트랙으로 포함되었다.

## 곡 목록
| #  | 제목                   | 작곡                                                    | 재생 시간 |
| -- | ---------------------- | ------------------------------------------------------- | --------- |
| 1. | 〈Butterfly〉          | 허비 행콕, 데이비드 루빈슨, 앨리 윌리스, 제프리 E. 코언 | 7:41      |
| 2. | 〈Trust Me〉           | 행콕, 루빈슨, 윌리스                                    | 5:44      |
| 3. | 〈Ready or Not〉       | 레이 파커 주니어, 코언                                  | 6:48      |
| 4. | 〈Tell Everybody〉     | 행콕, 루빈슨, 브루스 굿, 코언                           | 7:49      |
| 5. | 〈Honey From the Jar〉 | 행콕, 코언                                              | 6:53      |
| 6. | 〈Knee Deep〉          | 행콕, 와 와 왓슨                                        | 5:43      |